# Ossé
Ossé (en bretó Oc'heg) és un municipi francès, situat a la regió de Bretanya, al departament d'Ille i Vilaine. L'any 2007 tenia 1.212 habitants. Limita al nord amb Noyal-sur-Vilaine, a l'oest amb Châteaugiron, a l'est amb Domagné i al sud amb Saint-Aubin-du-Pavail.

## Demografia
| 1962                                       | 1968 | 1975 | 1982 | 1990 | 1999 |
| ------------------------------------------ | ---- | ---- | ---- | ---- | ---- |
| 430                                        | 442  | 420  | 630  | 705  | 772  |
| Des de 1962: població sense dobles comptes |      |      |      |      |      |

## Administració
| Període   | Identitat     | Partit |
| --------- | ------------- | ------ |
| 2001-2008 | René Verron   |        |
| 2008-     | Joseph Menard |        |